# Мацангруњо (Анкона)
Мацангруњо је насеље у Италији у округу Анкона, региону Марке.
Према процени из 2011. у насељу је живело 131 становника. Насеље се налази на надморској висини од 126 м.